# Sing (chanson de My Chemical Romance)
Pour les articles homonymes, voir Sing.
Singles de My Chemical Romance
Na Na Na (Na Na Na Na Na Na Na Na Na)
(2010) Planetary (Go!)
(2011)
Sing est une chanson du groupe de rock alternatif My Chemical Romance. Il s'agit du second single extrait de leur  quatrième album Danger Days: The True Lives of the Fabulous Killjoys, après Na Na Na (Na Na Na Na Na Na Na Na Na). La chanson est sortie en single le 17 janvier 2011.

## Crédits
- Gerard Way - chant
- Ray Toro - guitare solo, chœur
- Frank Iero - guitare rythmique, chœur
- Mikey Way - basse
- Michael Pedicone - batterie
- James Dewees - claviers, chœur

## Clip vidéo
Le clip a été diffusé pour la première fois sur MTV et VH1 et a été dirigée par Gerard Way et Paul Brown. Il montre la suite des événements de Na Na Na, Sing s'ouvre avec My Chemical Romance ainsi que leurs alter ego, Les Fabulous Killjoys, conduisant dans un tunnel autoroutier sur leur Pontiac. Ils vont sauver la fille aperçue dans le clip de Na Na Na.

## Certifications
| Pays              | Certification | Unités certifiées |
| ----------------- | ------------- | ----------------- |
| États-Unis (RIAA) | Or            | 500 000           |